# Bataille de Sebha (2014)
Pour les articles homonymes, voir Bataille de Sebha.
Guerre civile libyenne
La quatrième bataille de Sebha se déroule après la guerre civile libyenne.

## Déroulement
Les heurts commencent à Traghen lorsqu'un Arabe Oulad Souleymane est tué lors d'un affrontement entre tribus. Les Ouled Souleymane se vengent à Sebha et tuent six Toubous. Ces derniers contre-attaquent à leur tour et effectuent plusieurs attaques à Sebha.
Une semaine plus tard, les Qadhadhfa et les Magarha, deux tribus considérées comme pro-Khadafistes profitent de la confusion et s'emparent de la ville,.
Le 29, l'Armée nationale libyenne reprend le contrôle de l'aéroport de Tamenhant, près de Sebha. Les combats font deux morts et six blessés,.

## Bilan humain
Le 25 janvier, selon le bilan provisoire du ministère libyen de la santé publié, 154 morts et 463 blessés étaient recensés depuis le 11 janvier. Cependant ce bilan inclut également les victimes d'un heurt à Ouerchfana, près de Tripoli. D'après Abdallah Ouhaida, un responsable de l'hôpital de Sebha, cité par des médias libyens, avait auparavant fait état d'un bilan de 88 morts et plus de 130 blessés. Par la suite, l'hôpital annonce que les pertes sont depuis le 11 janvier de 107 morts et 154 blessés.